# Seden Strand
Seden Strand is een plaats in de Deense regio Zuid-Denemarken, gemeente Odense. De plaats telt 329 inwoners (2020).